# Clint Eastwoods filmografi
Clint Eastwood er en amerikansk skuespiller, filminstruktør, producer og komponist. Siden begyndelsen af sin karriere, hvor han startede med udelukkende ukrediterede mindre roller har hans karriere varet over 50 år. Eastwood har spillet med i flere tv-serier, hvoraf særligt Rawhide er kendt. Hans rolle i den otte sæsoner lange serie gav ham hovedrollen i En nævefuld dollars, Hævn for dollars og Den gode, den onde og den grusomme. Eastwood har optrådt i mere end 50 film og spillet med i 42 inklusive Klyng dem op, Mørkets melodi, Dirty Harry, Flugten fra Alcatraz, Tightrope, The Bridges of Madison County og Gran Torino. Eastwood begyndte som filminstruktør i 1971 og i 1982 havde han sin debut som producer med de to film Firefox og Honkytonk Man. Eastwood har også bidraget med musik til sine film, enten som udøvende kunstner eller som komponist. Han har medvirket i western-, action-, komedie- og dramafilm.
Eastwood har spillet hovedrollen i to filmserier: som Manden uden navn i Dollars-trilogien og som Harry Callahan i Dirty Harry-serien. Andre notable roller tæller Josey Wales i Øje for øje, den fremmede i High Plains Drifter, Philo Beddoe i Every Which Way but Loose og efterfølgeren Any Which Way You Can, Preacher i Pale Rider, William Munny i Unforgiven, Frankie Dunn i Million Dollar Baby og Walt Kowalski i Gran Torino.
Eastwood har modtaget adskillige priser og nomineringer blandt andet for sit arbejde i filmene De nådesløse, Mystic River og Million Dollar Baby. Disse inkluderer Academy Awards, Directors Guild of America Awards, Golden Globe Awards og People's Choice Awards. Ifølge Box Office Mojo, der opgør billetindtægter, har film som Eastwood har medvirket i indspillet mere end $1,71 mia. på verdensplan, hvilket svarer til $37 mio. per film. Eastwoods seneste projekt American Sniper blev udgivet 16. januar 2015. Filmen havde den mest succesfulde åbningsweekend nogensinde for en film udgivet i januar, og også den bedste åbningsweekend for en film med Eastwood.

## Filmografi
| År   | Film                                    | Film                               | Fungerede som | Fungerede som | Fungerede som | Fungerede som | Fungerede som                       | Noter                     |
| År   | Original titel                          | Dansk titel                        | Instruktør    | Producer      | Musik         | Skuespiller   | Rolle                               | Noter                     |
| ---- | --------------------------------------- | ---------------------------------- | ------------- | ------------- | ------------- | ------------- | ----------------------------------- | ------------------------- |
| 1955 | Revenge of the Creature                 |                                    |               |               |               | Ja            | Lab Technician Jennings             | Ukrediteret; Mindre rolle |
| 1955 | Francis in the Navy                     |                                    |               |               |               | Ja            | Jonesy                              | Mindre rolle              |
| 1955 | Lady Godiva of Coventry                 |                                    |               |               |               | Ja            | Første sakser                       | Ukrediteret; Mindre rolle |
| 1955 | Tarantula                               |                                    |               |               |               | Ja            | Jet Squadron Leader                 | Ukrediteret; Mindre rolle |
| 1956 | Never Say Goodbye                       |                                    |               |               |               | Ja            | Will                                | Ukrediteret; Mindre rolle |
| 1956 | Star in the Dust                        |                                    |               |               |               | Ja            | Tom                                 | Ukrediteret; Mindre rolle |
| 1956 | Away All Boats                          |                                    |               |               |               | Ja            | Marinesoldat                        | Ukrediteret; Mindre rolle |
| 1956 | The First Traveling Saleslady           |                                    |               |               |               | Ja            | Roughrider                          | Mindre rolle              |
| 1957 | Escapade in Japan                       |                                    |               |               |               | Ja            | Dumbo Pilot                         | Ukrediteret; Mindre rolle |
| 1958 | Lafayette Escadrille                    |                                    |               |               |               | Ja            | George Moseley                      | Mindre rolle              |
| 1958 | Ambush at Cimarron Pass                 |                                    |               |               |               | Ja            | Keith Williams                      | Birolle                   |
| 1964 | A Fistful of Dollars                    | En nævefuld dollars                |               |               |               | Ja            | Joe (Manden uden navn)              | Hovedrolle                |
| 1965 | For a Few Dollars More                  | Hævn for dollars                   |               |               |               | Ja            | Manco (Manden uden navn)            | Hovedrolle                |
| 1966 | The Good, the Bad and the Ugly          | Den gode, den onde og den grusomme |               |               |               | Ja            | Blondie (Manden uden navn)          | Hovedrolle                |
| 1967 | Le streghe                              |                                    |               |               |               | Ja            | Charlie                             | Cameorolle                |
| 1968 | Hang 'Em High                           | Klyng dem op                       |               |               |               | Ja            | Jed Cooper                          | Hovedrolle                |
| 1968 | Coogan's Bluff                          |                                    |               |               |               | Ja            | Walt Coogan                         | Hovedrolle                |
| 1968 | Where Eagles Dare                       | Ørneborgen                         |               |               |               | Ja            | Lt. Schaffer                        | Birolle                   |
| 1969 | Paint Your Wagon                        | Når guldfeberen raser              |               |               | Ja[I]         | Ja            | Pardner                             | Birolle                   |
| 1970 | Two Mules for Sister Sara               | Han kom, Han så, Han skød          |               |               |               | Ja            | Hogan                               | Hovedrolle                |
| 1970 | Kelly's Heroes                          | Kellys Helte                       |               |               |               | Ja            | Pvt. Kelly                          | Hovedrolle                |
| 1971 | The Beguiled                            | Én mand - syv kvinder              |               |               |               | Ja            | John McBurney                       | Hovedrolle                |
| 1971 | Play Misty for Me                       | Mørkets melodi                     | Ja            |               |               | Ja            | David Garver                        | Hovedrolle                |
| 1971 | Dirty Harry                             |                                    |               |               |               | Ja            | Harry Callahan                      | Hovedrolle                |
| 1972 | Joe Kidd                                |                                    |               |               |               | Ja            | Joe Kidd                            | Hovedrolle                |
| 1973 | High Plains Drifter                     | En fremmed uden navn               | Ja            |               |               | Ja            | Den Fremmede; Marshal Jim Duncan    | Hovedrolle                |
| 1973 | Breezy                                  | Hun hed Breezy                     | Ja            |               |               | Ja            | Mand i folkemængden på kajen        | Ukrediteret; Cameorolle   |
| 1973 | Magnum Force                            | Dirty Harry går amok               |               |               |               | Ja            | Harry Callahan                      | Hovedrolle                |
| 1974 | Thunderbolt and Lightfoot               |                                    |               |               |               | Ja            | John 'Thunderbolt' Doherty          | Hovedrolle                |
| 1975 | The Eiger Sanction                      | Kold hævn                          | Ja            |               |               | Ja            | Jonathan Hemlock                    | Hovedrolle                |
| 1976 | The Outlaw Josey Wales                  | Øje for øje                        | Ja            |               |               | Ja            | Josey Wales                         | Hovedrolle                |
| 1976 | The Enforcer                            | Dirty Harry renser ud              |               |               |               | Ja            | Harry Callahan                      | Hovedrolle                |
| 1977 | The Gauntlet                            | Pansernæven                        | Ja            |               | Ja            | Ja            | Ben Shockley                        | Hovedrolle                |
| 1978 | Every Which Way but Loose               | Bankekød til slemme drenge         |               | Ja            |               | Ja            | Philo Beddoe                        | Hovedrolle                |
| 1979 | Escape from Alcatraz                    | Flugten fra Alcatraz               |               |               |               | Ja            | Frank Lee Morris                    | Hovedrolle                |
| 1980 | Bronco Billy                            |                                    | Ja            |               | Ja[I]         | Ja            | Bronco Billy McCoy                  | Hovedrolle                |
| 1980 | Any Which Way You Can                   | Seje bøffer og hårde bananer       |               |               | Ja[I]         | Ja            | Philo Beddoe                        | Hovedrolle                |
| 1982 | Firefox                                 |                                    | Ja            | Ja            |               | Ja            | Mitchell Gant                       | Hovedrolle                |
| 1982 | Honkytonk Man                           |                                    | Ja            | Ja            | Ja[I]         | Ja            | Red Stovall                         | Hovedrolle                |
| 1983 | Sudden Impact                           | Dirty Harry vender tilbage         | Ja            | Ja            |               | Ja            | Harry Callahan                      | Hovedrolle                |
| 1984 | Tightrope                               |                                    |               | Ja            |               | Ja            | Wes Block                           | Hovedrolle                |
| 1984 | City Heat                               |                                    |               |               | Ja[I]         | Ja            | Lt. Speer                           | Hovedrolle                |
| 1985 | Pale Rider                              | Pale Rider                         | Ja            | Ja            |               | Ja            | Preacher                            | Hovedrolle                |
| 1986 | Heartbreak Ridge                        | Elitesoldaten                      | Ja            | Ja            | Ja[II]        | Ja            | Gunnery Sgt. Thomas 'Gunny' Highway | Hovedrolle                |
| 1988 | The Dead Pool                           | Dødsspillet                        |               |               |               | Ja            | Harry Callahan                      | Hovedrolle                |
| 1988 | Bird                                    |                                    | Ja            | Ja            |               |               |                                     |                           |
| 1989 | Thelonious Monk: Straight, No Chaser    |                                    |               | Ja            |               |               |                                     |                           |
| 1989 | Pink Cadillac                           |                                    |               |               |               | Ja            | Tommy Nowak                         | Hovedrolle                |
| 1990 | White Hunter Black Heart                | Hvid jæger, sort hjerte            | Ja            | Ja            |               | Ja            | John Wilson                         | Hovedrolle                |
| 1990 | The Rookie                              |                                    | Ja            |               |               | Ja            | Nick Pulovski                       | Hovedrolle                |
| 1992 | Unforgiven                              | De nådesløse                       | Ja            | Ja            |               | Ja            | William 'Will' Munny                | Hovedrolle                |
| 1993 | In the Line of Fire                     | Lige på kornet                     |               |               |               | Ja            | Secret Service Agent Frank Horrigan | Hovedrolle                |
| 1993 | A Perfect World                         |                                    | Ja            |               | Ja[III]       | Ja            | Texas Ranger Red Garnett            | Birolle                   |
| 1995 | The Bridges of Madison County           | Broerne i Madison County           | Ja            | Ja            | Ja[III]       | Ja            | Robert Kincaid                      | Hovedrolle                |
| 1995 | The Stars Fell on Henrietta             |                                    |               | Ja            |               |               |                                     |                           |
| 1995 | Casper                                  |                                    |               |               |               | Ja            | Sig selv                            | Ukrediteret; Cameorolle   |
| 1997 | Absolute Power                          |                                    | Ja            | Ja            | Ja[III]       | Ja            | Luther Whitney                      | Hovedrolle                |
| 1997 | Midnight in the Garden of Good and Evil |                                    | Ja            | Ja            |               |               |                                     |                           |
| 1999 | True Crime                              |                                    | Ja            | Ja            | Ja[II]        | Ja            | Steve Everett                       | Hovedrolle                |
| 2000 | Space Cowboys                           |                                    | Ja            | Ja            |               | Ja            | Frank Corvin                        | Hovedrolle                |
| 2002 | Blood Work                              |                                    | Ja            | Ja            |               | Ja            | Terry McCaleb                       | Hovedrolle                |
| 2003 | Mystic River                            |                                    | Ja            | Ja            | Ja[IV]        |               |                                     |                           |
| 2004 | Million Dollar Baby                     |                                    | Ja            | Ja            | Ja[IV]        | Ja            | Frankie Dunn                        | Hovedrolle                |
| 2006 | Flags of Our Fathers                    |                                    | Ja            | Ja            | Ja[II][IV]    |               |                                     |                           |
| 2006 | Letters from Iwo Jima                   |                                    | Ja            | Ja            |               |               |                                     |                           |
| 2007 | Grace Is Gone                           |                                    |               |               | Ja[II][IV]    |               |                                     |                           |
| 2008 | Changeling                              |                                    | Ja            | Ja            | Ja[IV]        |               |                                     | Friday October 24, 2008   |
| 2008 | Gran Torino                             |                                    | Ja            | Ja            | Ja[II]        | Ja            | Walt Kowalski                       | Hovedrolle                |
| 2009 | Invictus                                |                                    | Ja            | Ja            |               |               |                                     |                           |
| 2010 | Hereafter                               |                                    | Ja            | Ja            | Ja            |               |                                     |                           |
| 2011 | J. Edgar                                |                                    | Ja            | Ja            | Ja[IV]        |               |                                     |                           |
| 2011 | Kurosawa's Way                          |                                    |               |               |               | Ja            | Sig selv                            |                           |
| 2012 | Trouble with the Curve                  |                                    |               | Ja            |               | Ja            | Gus Lobel                           | Hovedrolle                |
| 2014 | Jersey Boys                             |                                    | Ja            | Ja            |               |               |                                     |                           |
| 2014 | American Sniper                         |                                    | Ja            | Ja            |               |               |                                     |                           |
| 2016 | Sully                                   |                                    | Ja            | Ja            |               |               |                                     |                           |
| 2018 | The Mule                                |                                    | Ja            | Ja            |               | Ja            | Earl Stone                          | Hovedrolle                |
| 2020 | Richard Jewell                          |                                    | Ja            | Ja            |               |               |                                     |                           |

↑ I Krediteret for at synge en sang i filmen

↑ II Krediteret for at skrive sang(e) til filmen

↑ III Krediteret for at komponere sang(e) til filmen

↑ IV Krediteret for at for filmmusikken

## Fjernsyn
I de tidligere stadier af sin skuespilkarriere spillede Eastwood flere mindre roller i episoder i adskillige tv-serier. Denne liste inkluderer forskellige optrædener i episoder tv-serier, men ekskluderer optrædener som sig selv i talk shows, interviews, ceremonier og lignende.
| År   | Titel                            | Titel                                       | Krediteret som | Krediteret som | Krediteret som                    |
| År   | Series                           | Notes                                       | Instruktør     | Skuespiller    | Rolle                             |
| ---- | -------------------------------- | ------------------------------------------- | -------------- | -------------- | --------------------------------- |
| 1955 | Allen in Movieland               | TV film                                     |                | Ja             | Orderly                           |
| 1955 | Highway Patrol                   | 1 episode: "Motorcycle A"                   |                | Ja             | Joe Keeley                        |
| 1956 | Death Valley Days                | 6 episoder                                  |                | Ja             | John Lucas                        |
| 1957 | The West Point Story             | 1 episode: "White Fury"                     |                | Ja             |                                   |
| 1958 | Navy Log                         | 1 episode: "The Lonely Watch"               |                | Ja             | Burns                             |
| 1959 | Maverick                         | 1 episode: "Duel at Sundown"                |                | Ja             | Red Hardigan                      |
| 1959 | Rawhide                          | 217 episoder                                |                | Ja             | Rowdy Yates                       |
| 1962 | Mister Ed                        | 1 episode: "Clint Eastwood Meets Mister Ed" |                | Ja             | Sig selv                          |
| 1985 | Amazing Stories                  | 1 episode: "Vanessa in the Garden"          | Ja             |                |                                   |
| 2003 | The Blues                        | 1 episode: "Piano Blues"                    | Ja             |                |                                   |
| 2009 | Johnny Mercer: The Dream's On Me |                                             |                | Ja             | Sig selv, også executive producer |